# Dipsosaurus catalinensis
Dipsosaurus catalinensis є видом ящірок родини ігуанових. Батьківщиною виду є острів Санта-Каталіна в Мексиці.